# Jacques Touchon
Pour les articles homonymes, voir Touchon.
 (novembre 2019).
Si vous disposez d'ouvrages ou d'articles de référence ou si vous connaissez des sites web de qualité traitant du thème abordé ici, merci de compléter l'article en donnant les références utiles à sa vérifiabilité et en les liant à la section « Notes et références ».
Jacques Touchon, né le 9 janvier 1946 à Mostaganem, est un médecin, professeur des universités-praticien hospitalier à l'Université Montpellier 1 (UFR de médecine) et au CHU de Montpellier et un homme politique français.

## Biographie
Neurologue, spécialiste de la maladie d'Alzheimer, il a publié de nombreux ouvrages (Neurophysiologie des mémoires, La maladie d'Alzheimer) et a collaboré à de nombreuses revues spécialisées sur le sujet. Il est le directeur de l’Unité de neurologie comportementale et dégénérative au CHU de Montpellier jusqu'en juin 2014 date à laquelle il prend sa retraite.
De mars 2000 à mai 2008 (réélu en 2005), il exerce la fonction de directeur de l'UFR médecine (doyen) de l'Université Montpellier 1. Il démissionne de son poste de directeur de l'UFR médecine en mai 2008, il est remplacé par Jacques Bringer. Jacques Touchon fut également membre du conseil d'administration de l'Université Montpellier 1 de mars 2001 à mars 2008.
Candidat sur la liste d'Hélène Mandroux lors des élections municipales à Montpellier, il devient 4e adjoint au maire, délégué au rayonnement international et au codéveloppement et fut président du Groupe de la Société civile au Conseil municipal. Candidat en 33e position sur la liste du candidat socialiste Jean-Pierre Moure, il n'est pas réélu lors des élections municipales de mars 2014. 
Fils de pasteur protestant[réf. souhaitée], il est également franc-maçon, membre de l'obédience mixte le Droit Humain[réf. nécessaire].
En 2004, il est élu membre de l'Académie des sciences et lettres de Montpellier.
Le 26 juin 2007, il est décoré de l'insigne de chevalier de la Légion d'honneur.